# Operacja Tajfun
Operacja Tajfun – ostatnia zaczepna operacja wojsk radzieckich przeprowadzona w czasie wojny w Afganistanie.

## Cele
Celem operacji było zapewnienie głównym siłom radzieckiej 40 Armii bezpiecznego przejścia na północ kraju przez tunel Salang i opuszczenie Afganistanu.

## Przebieg
Dolina Pandższeru była jednym z tych rejonów Afganistanu, o kontrolę nad którym, Rosjanie toczyli zażarte walki z mudżahedinami przez niemal cały okres swojej interwencji w tym kraju. Panowanie nad biegnącą przez nią szosą i tunelem w przełęczy Salang było niezbędne do zaopatrywania wojsk w głębi kraju oraz bezpiecznego ich wycofania, którego ostatni etap rozpoczął się 16 stycznia 1989 roku.
W tym samym czasie mudżahedini nadal kontrolowali niektóre odcinki drogi przez Salang i podejścia do niej. Dnia 23 stycznia ostrzelali pozycje radzieckie niedaleko tunelu. W tej sytuacji, następnego dnia (24 stycznia) dowództwo radzieckie wystosowało do ludności cywilnej ultimatum z żądaniem opuszczenia w ciągu 24 godz. wiosek położonych wzdłuż 22 km drogi pomiędzy Dżabal us-Siradż a doliną Salang. Jednocześnie, nie czekając na jego efekt, tego samego dnia o godz. 6:30 jednostki 40A przystąpiły do operacji. Po wielogodzinnym, silnym bombardowaniu przez lotnictwo (łącznie z nalotami dywanowymi przeprowadzonymi przez samoloty lotnictwa dalekiego zasięgu startujące z baz w ZSRR) oraz ostrzale artyleryjsko-rakietowym przez najcięższe radzieckie środki ogniowe (wyrzutnie Uragan i haubice Hiacynt), z rejonu Dżabal us-Siradż, w kierunku tunelu wyszło natarcie radzieckiej 108 dyw. zmech. Po rozbiciu mudżahedinów koło Tadżikanu i Kalataku, w południe nawiązała ona kontakt z 2. batalionem 345. pułku powietrznodesantowego i po zlikwidowaniu liczącej 120 partyzantów grupy Karima, dotarła do Salangu. Reszta sił radzieckich dotarła do tunelu o świcie 25 stycznia. Mudżahedini do 27 stycznia wycofali się z terenów sąsiadujących z szosą.
Cała operacja charakteryzowała się wyjątkowo małą ilością „kontaktu bezpośredniego” pomiędzy walczącymi stronami. Rosjanie wykorzystując swoją przewagę ogniową, przy napotkaniu najmniejszego oporu, zatrzymywali się i korzystali ze wsparcia artylerii i lotnictwa taktycznego.

## Siły stron
Armia Radziecka
- 108 dyw. piech. zmot.
- 103 gw. dyw. powietrznodesantowa
- 345 Gwardyjski Pułk Powietrznodesantowy

II Republika Afganistanu
- 2 dyw. piechoty
- 37 bryg. komandosów

Całością sił radziecko-rządowych w czasie operacji Tajfun oficjalnie dowodził dowódca 40. Armii gen. Boris Gromow, możliwe że była ona kierowana bezpośrednio przez oficerów Sztabu Generalnego i nadzorowana przez ówczesnego ministra obrony ZSRR Dmitrija Jazowa. 
Mudżahedini
Na początku 1989 roku oddziały mudżahedinów w dolinie Panczsziru dowodzone przez Ahmada Szah-Masuda szacowane były na ok. 10 tys. dobrze wyszkolonej i doświadczonej w walkach piechoty. Były one również dobrze uzbrojone w broń automatyczną, bliżej nieznaną liczbę zdobycznych moździerzy kal. 82 mm. i dział bezodrzutowych kal. 75 mm. oraz dział kal. 76,5 mm., 100 mm i 122 mm., a nawet czołgów T-54/55 i T-62. Mudżahedini dysponowali również ok. 300 wyrzutniami rakiet p.lot. Stinger.

## Kontrowersje
Jest to jedna z najbardziej kontrowersyjnych operacji radzieckich w Afganistanie. Głównym zarzutem wobec Rosjan jest użycie przez nich ciężkiej artylerii i lotnictwa przeciwko ludności cywilnej. Zrównanie z ziemią wsi leżących wzdłuż strategicznej drogi – dla Rosjan naturalnych baz mudżahedinów – oznaczała straty wśród ludności cywilnej.
Z kolei przywódcę mudżahedinów – Szah Masuda oskarża się o ciche pertraktacje z dowództwem 40. Armii, które stronie radzieckiej zapewniły sukces o wiele bardziej niż siła jej ognia.
Zgodnie z tezą postawioną w filmie Adrieja Kondraszowa Afgan z 2014 roku, inicjatorem akcji miał być Eduard Szewardnadze a jej celem było zniszczenie reputacji Rosji na świecie.